# Faro Cabo Posesión
El Faro Cabo Posesión es un faro perteneciente a la red de faros de Chile. Entró en servicio en el año 1900 y se ubica en el Estrecho de Magallanes en la Región de Magallanes y Antártica Chilena.
Importancia Patrimonial: Fue declarado Monumento Histórico Nacional en 1976 por su valor arquitectónico e histórico.